# Бернарди, Лукас
Лукас Адемар Бернарди (исп. Lucas Ademar Bernardi; род. 27 сентября 1977, Росарио, Аргентина) — аргентинский футболист и футбольный тренер. Выступал на позиции опорного полузащитника.

## Карьера

### Клубная
Профессиональную карьеру начал в 1998 году в «Ньюэллс Олд Бойз», за который провёл 2 сезона. Сезон 2000/01 провёл во французском клубе «Олимпик» из Марселя. В следующем сезоне Бернарди перешёл в другой клуб из Лиги 1 — «Монако». Новой команде Лукас помог стать серебряным призёром Чемпионата Франции в сезоне 2002/03 и дважды бронзовым в сезонах 2003/04 и 2004/05. А также «Монако» дошёл до финала Лиги чемпионов 2003/04, где на стадионе «Арена Ауфшальке» проиграл португальскому клубу «Порту» со счётом 0-3 (Бернарди провёл все 90 минут встречи). В 2008 году вернулся в «Ньюэллс Олд Бойз».

### Международная
Дебют за сборную Аргентины состоялся 18 августа 2004 года в товарищеском матче против сборной Японии (2-1). В 2005 году был включен в состав сборной на Кубок конфедераций, где Аргентина дошла до финала, но там проиграла бразильцам со счетом 1-4. Бернарди сыграл во всех матчах, кроме полуфинального с мексиканцами. Всего Лукас провёл за сборную 6 матчей.

### Тренерская
9 ноября 2016 года назначен главным тренером замыкающего турнирную таблицу чемпионата Аргентины 2016/17 после 9-го тура «Арсенала» (Саранди). Сменил в этой должности Серхио Рондину. 19 декабря 2016 года Бернарди объявил, что покидает свой пост. При нём «Арсенал» провёл 5 игр чемпионата (1 победа, 2 ничьи и 2 поражения).
22 декабря 2016 года назначен главным тренером «Годой-Круса».
3 марта 2019 года возглавил клуб «Годой-Крус».

## Достижения

### Клубные
«Монако»
- Вице-чемпион Франции: 2002/03
- Бронзовый призёр Чемпионата Франции: 2003/04, 2004/05
- Обладатель Кубка французской лиги: 2002/03
- Финалист Лиги чемпионов: 2003/04

 «Ньюэллс Олд Бойз»
- Чемпион Аргентины: 2012/13

### Сборная
- Финалист Кубка конфедераций: 2005